# Cristhian Adames
Cristhian Pascual Adames (né le 26 juillet 1991 à Saint-Domingue, République dominicaine) est un joueur d'arrêt-court de la Ligue majeure de baseball.

## Carrière
Cristhian Adames signe son premier contrat professionnel en 2007 avec les Rockies du Colorado. Il fait ses débuts dans le baseball majeur pour les Rockies le 29 juillet 2014 contre les Cubs de Chicago.
Le joueur de champ intérieur dispute 166 matchs pour Colorado, principalement au poste d'arrêt-court, de 2014 à 2017. Il réussit deux coups de circuit.
En décembre 2017, il est mis sous contrat par les Marlins de Miami.